# Gaspar Smit
Gaspar Smit (getauft 6. Januar 1767 in der Kirche Santa Maria del Mar in Barcelona; † 5. Februar 1819 in Tui, Provinz Pontevedra) war ein spanischer Komponist und Organist. Sein Familienname ist zudem in den Schreibweisen Esmit, Schmidt und Smith dokumentiert.

## Leben
Gaspar Smit war Sohn der Eheleute Juan Esmit, Musiker des Regiments der prinzlichen Kavallerie und Madrona Comaposada. Zweifel an der Richtigkeit des überlieferten Geburtsjahres besteht, da Gaspar Smit bereits im 13. Lebensjahr (1779) mit der ersten Tonsur ordiniert wurde, 1783 mit den vier Graden und bereits als Dreißigjähriger (1797) zum Presbyter.
Im Jahr 1772 zog die Familie nach Astorga in der Provinz León, wo Gaspar Smit schon früh sein musikalisches Talent bewies: mit elf 1/2 Jahren soll er bereits aus beliebigen Noten vom Blatt gesungen haben, im Alter von 18 vertrat er den Kapellmeister der Kathedrale von Astorga und komponierte eine Messe, die allerseits Anerkennung fand. Laut Xoán M. Carreira war João Pedro de Almeida Mota ein wichtiger Lehrer in Smits musikalischer Ausbildung, der ihn in der Wiener Klassik sowie im Pariser Stil ausbildete.
In 1785 veröffentlichte Gaspar Smit sechs Menuette, von denen ein Druckexemplar in der Biblioteca Nacional de España in Madrid erhalten blieb: Mp/2439. Sein Familienname wird auf dem Titelblatt dieser Serie als „Smith“ buchstabiert.
Allerdings schrieb Gaspar Smit sich in älteren Dokumenten auch als „Schmidt“ und in der Kathedrale von Tui (Galicien) als „Esmit“. Im Katalanischen wird oftmals das „e“ vorangestellt, insofern kann wohl die flämisch-holländische Schreibweise „Smit“ angenommen werden. Unbekannt ist allerdings, in der wievielten Generation sein Name vererbt war. Zu erwähnen bleibt, dass Smit in seinem Testament von 1818 seiner Schwester in der Schreibweise Maria Teresa Esmit, Nonne im Benediktinerinnenkloster Santa Ana von Salamanca, 6000 Reale hinterließ.
Nach Astorga wirkte Gaspar Smit ab 1787 als erster Organist an der Kathedrale von Tui. 1793 arbeitete er als Organist und Kapellmeister an der Stiftskirche von Xunqueira de Ambía (Galicien). 1796 verließ er die Organistenstelle in Tui und übernahm 1806, inzwischen als Kapellmeister der Stiftskirche in A Coruña, die Kapellmeisterstelle wiederum an der Kathedrale von Tui.
Aufbewahrt in den Kathedralarchiven von Santiago de Compostela und Tui sind etwa 160 geistliche Vokalwerke von Gaspar Smit. Einige Kompositionen für Clavier sind dank seiner Schülerin erhalten: María Teresa de las Mercedes Verdugo y Arredondo (1778–1834) nahm ihre Musikbücher mit ins Kloster Santa Ana in Ávila, unter ihnen die vier Notenhefte, die sie mit Hilfe ihres Lehrers zusammenstellte. Das schmalste von ihnen, auf 1787 datiert, enthält einfache, folkloristische Stückchen; die anderen, neben Kompositionen von Gaspar Smit selbst, enthalten Sonaten und Stücke von Federico Moretti, Joseph Haydn, Domenico Scarlatti und Anonyma.
Die Weltersteinspielung von Werken von Gaspar Smit erfolgte im Juli 2008 auf dem Clavichord durch Daniel Laumans. Die CD: „Claviermanuskripte aus Avila, Teil 1“ enthält acht Sonaten in Molltonarten. 